# Peganum
Genre
Classification APG III (2009)
Peganum est un genre de plantes à fleurs de la famille des Nitrariaceae.

## Liste d'espèces
Selon NCBI (6 novembre 2024) :
- Peganum harmala
- Peganum multisectum
- Peganum nigellastrum

Selon ITIS (30 juin 2010) :
- Peganum harmala L.
- Peganum mexicanum Gray